# Allium erdelii
Allium erdelii — вид трав'янистих рослин родини амарилісові (Amaryllidaceae), поширений у східному Середземномор'ї.

## Опис
Листки з довгими м'якими волосками.

## Поширення
Поширений у східному Середземномор'ї — Єгипет, Лівія (пн.), Ізраїль, Сирія, Йорданія.
населяє від нижніх посушливих частин Середземноморської зони до напівпустелі.